# Marilleva
Marilleva to małe miasteczko i centrum sportów zimowych, położone w północnych Włoszech, w regionie Trydent-Górna Adyga, w gminie Mezzana, około 45 km na północny zachód od Trydentu, 60 km na północ od jeziora Garda. Miejscowość jest położona na zboczu  w dolinie Val Meledrio na wysokości 900–1400 m n.p.m. Otaczające ją góry należą do łańcucha Grupy Brenta, będącego częścią Dolomitów. 
Na charakter miejscowość wpływa duże zróżnicowanie w pionie zbocza (pasmo Marilleva), dlatego dolna część miejscowości znajduje się na około 900 m n.p.m. a z górną częścią, znajdującą się na wysokości około 1400 m n.p.m., połączona jest drogą asfaltową oraz kolejką gondolową i częściowo trasą narciarską.
Jedną z największych zalet tego ośrodka narciarskiego jest połączenie poprzez Monte Vigo z kurortami Folgarida i Madonna di Campiglio. Razem z Folgaridą współtworzy duży ośrodek narciarski o długości tras ponad 50 km a razem z systemem wyciągów i nartostrad należących do Madonna di Campiglio i pobliskich Tonale, Folgaria, Peio i Andalo tworzy jeden z największych na świecie system tras narciarskich (około 380 km) obsługiwanych przez 140 wyciągów i kolejek objętych jednym wspólnym Skipasem o nazwie Superskirama Dolomiti. Trasy przeznaczone są zarówno dla snowboardzistów jak i narciarzy, z różnym stopniem trudności.